# Fernando López Lage
Fernando López Lage (Montevideo, Uruguay, 15 de octubre de 1964) es un artista visual y curador uruguayo, fundador, director y docente de la Fundación de Arte Contemporáneo (fac). 

## Biografía
Realizó estudios de arte y pintura con el maestro Hugo Longa en Montevideo, Uruguay. Más tarde diversas becas le permitieron completar sus estudios con Luis Camnitzer en Lucca, Italia, y en la Universidad de Texas.
Fue docente de la tecnicatura de Gestión Cultural de Fundación Itaú y director de la publicación ARTE: de la Asociación de pintores y escultores del Uruguay (APEU). Ha participado en numerosas ferias internacionales de arte como la de Los Ángeles, Chicago, ArteBA, Estocolmo y ARCO. Sus obras se encuentran en colecciones privadas y públicas como la Colección Engelman-Ost, Nelson Fine Arts en Phoenix (Arizona) y el Museo de Arte Contemporáneo de Uruguay.
Desde la dirección del fac dicta clases y talleres y desarrolla exposiciones y seminarios. Entre sus curadurías se destacan: Clemente Padín en el Subte Municipal, Jacqueline Lacasa en la Colección Engelman-Ost, Martín Sastre en la Colección Engelman-Ost, Margaret Whyte en el EAC, CE Subte y Premio Figari, Anaclara Talento en el Centro Cultural de España, entre otras.

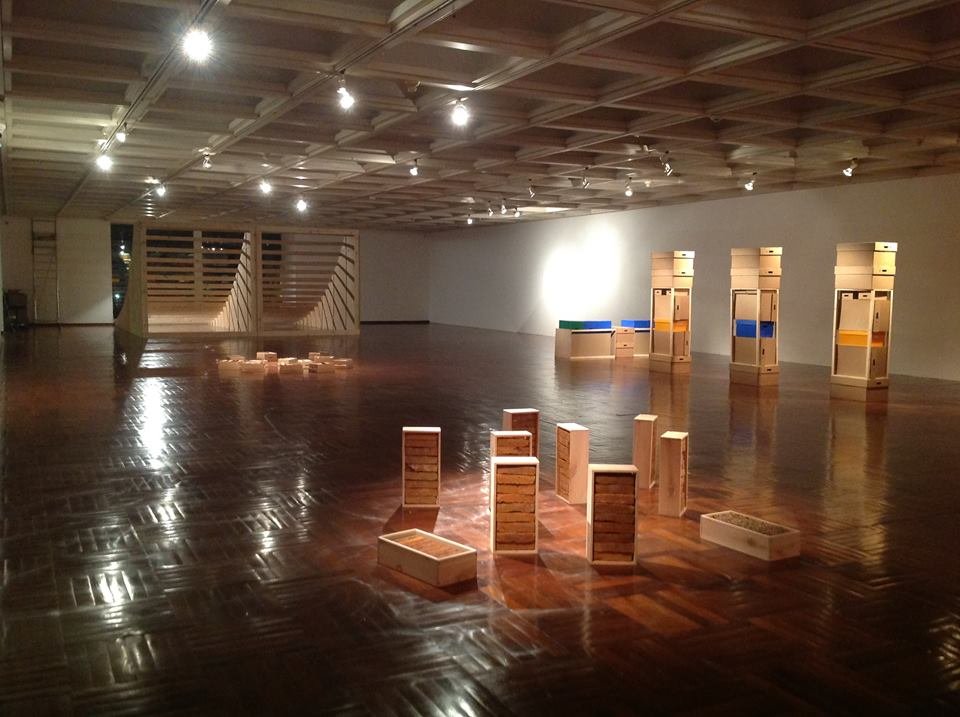
Obra reciente II, dimensiones variables, MNAV

## Exposiciones
Desde 1987 ha participado en muestras colectivas e individuales de las cuales se destacan:
- 1987: Museo de Arte Contemporáneo de Montevideo.
- 1989: Costuras del corazón Centro de Exposiciones de la Intendencia de Montevideo.
- 1991: Exposiciones en Mia Gallery en Seattle y Linda Moore Gallery en San Diego.
- 1992: Erótica, Galería Ambrosino en Coral Gables; Miami, Estados Unidos.
- 1995: Mostra de incisiones, en Barga, Italia (Estudio Camnitzer).
- 1997: Biblia Pauperum, Colección Engelman-Ost, (Montevideo); La venganza del hombre tóxico, Alianza Cultural Uruguay Estados Unidos (Montevideo); Una mirada al Sur, Consulado de Uruguay en Nueva York.
- 2001: Barras paralelas, Centro de exposiciones Subte, (Montevideo).
- 2009: Boomerang, Alianza Francesa, (Montevideo).
- 2012: New visions, Couturrier Gallery (Los Ángeles); Pinturas recientes, Galería SOA.
- 2014: Obra reciente, Museo Nacional de Artes Visuales, Montevideo.
- 2017: "El color Pharmakon", Galería del Paseo, Manantiales.
- (2019): Bienal de Montevideo, Espacio de exhibición del SODRE; Montevideo, Uruguay.
- (2019):  "Precaria" colectiva en Espacio de arte contemporáneo, Montevideo, Uruguay.
- (2020): "Viaje al espacio" muestra colectiva en galería Xippas, Manantiales.
- (2021): " Back to the future" muestra colectiva en galería Xippas, Manantiales.
- (2021): "La conquista del paisaje" CCD, Punta del Este, Maldonado.
- (2022): “Sensor de contingencia”, Galería Xippas, Manantiales. Punta del Este.
- (2023): "Objetos sin especificar", Museo Juan Manuel Blanes, Montevideo.

### Intervención en mediateca y fachada del edificio Centro Cultural de España

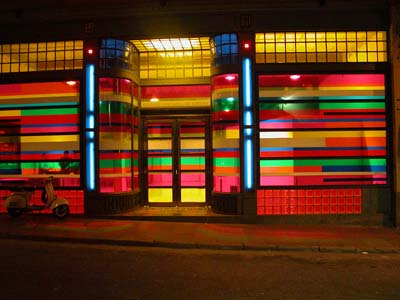
Fachada del Centro Cultural de España en Montevideo en 2005.

En 2005 fue invitado a intervenir la fachada y la mediateca del CCE en Montevideo. Su obra hace énfasis en el valor del color, el soporte y la textura. En la mediateca las barras paralelas de su obra generan una sensación donde la percepción contemporánea hace convivir la velocidad del paso del tiempo y la reflexión que inspiran la lectura o el visionado de audiovisuales. La fachada intervenida con plóter traslúcido sobre los grandes vidrios planteaba un juego de luces y reflejos que interactuaba con los transeúntes y los automóviles de la calle, generando una ruptura en el gris de la ciudad.

### Obra reciente
En 2014 realiza una instalación en la Sala 5 del Museo Nacional de Artes Visuales, en cuya idea central busca lograr cierta inadecuación a partir de los objetos y la circulación del visitante.

“La realización de las piezas tiene la misma estrategia conceptual, superposiciones de capas de objetos desinformados. Son reconocibles en su unicidad, pero la intertextualidad las convierte en relaciones que amplifican el sentido y la funcionalidad. Plantean la ambigüedad de estar vaciados de documentos, papeles, fotografías, funcionalidad, ya que no son archivos del pasado institucional o personal; son enunciados,  acontecimientos del discurso, microsistemas utópicos descontextualizados. La función enunciativa determina que una serie de signos se transforme en un enunciado, exigiéndoles que tengan relación con otra cosa (caja, archivador, escultura, pintura, arte, museo). La arqueología analiza los archivos, acá inducidos como una premisa; no hay archivos de una época, no hay una recopilación audiovisual ni tampoco materiales con información. Será el espectador el encargado de diagramar las simbologías.”
Fernando López Lage, texto del catálogo, 2014.

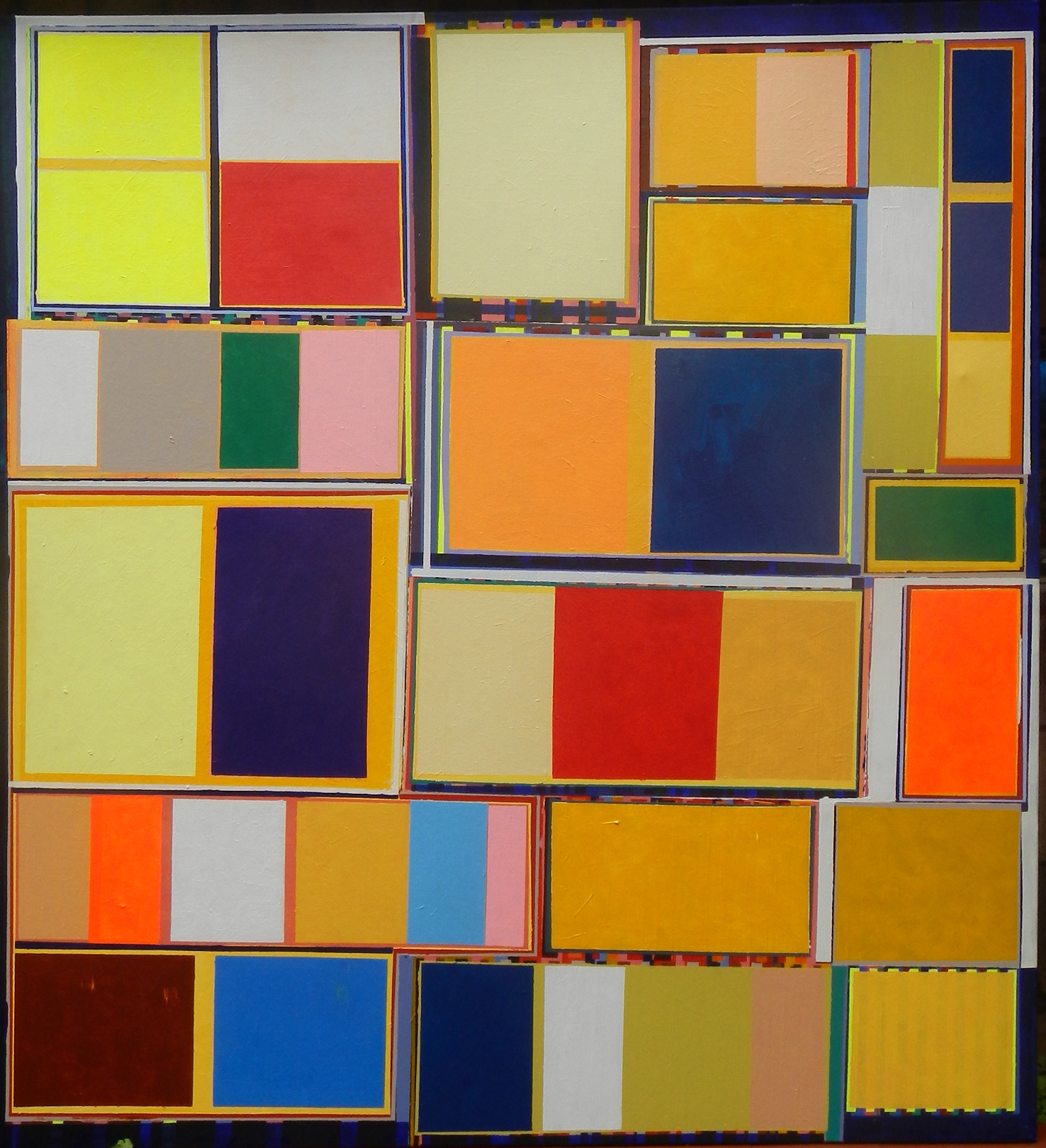
ANAGNORISIS, acrílico sobre tela, 2013, 180 x 160 cm

#### Escultura expandida

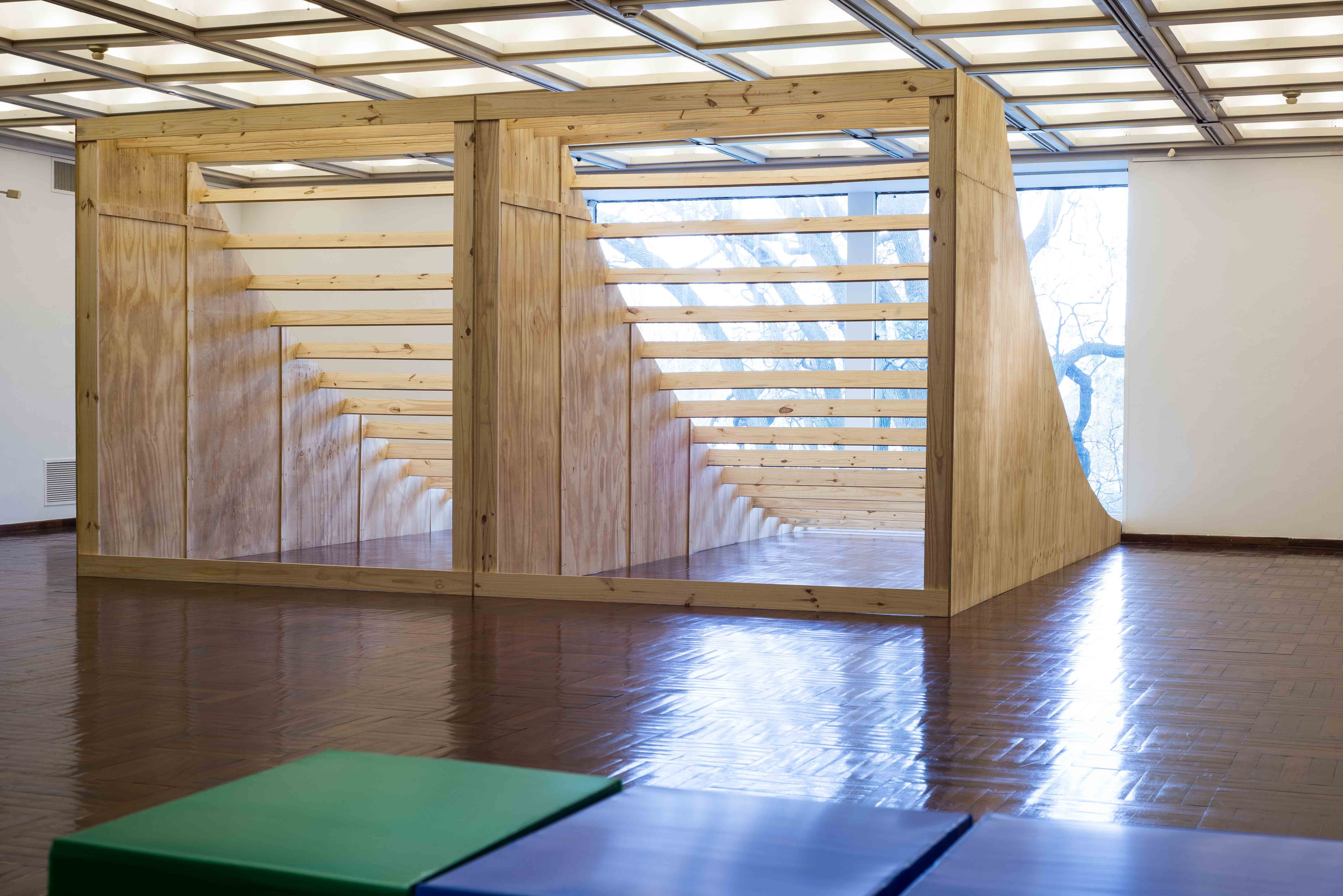
Rampa, 2014, MNAV

“La noción de espacio existe en la medida en que se experimenta y transita. Es necesario provocar su aparición; y es el espectador, como elemento activador de las relaciones de los signos, quien hace surgir las piezas. Los materiales ofrecen un juego de superficies y volúmenes donde se reconoce lo escultórico, y donde las posibilidades de lo geométrico agregan el pliegue, un espacio que podría quedar vacío (archivadores) o ser habitado por otros materiales (ladrillos, fieltro). Al entrar en la sala se impone una rampa de grandes dimensiones que, de espaldas a la sala, plantea una fuerza que sale desde el interior del museo hacia el exterior de la caja blanca. Es una rampa de skaters, transfigurada en un objeto escultórico, donde su esqueleto, la estructura de la construcción, deja ver el patrón de barras paralelas utilizadas en obras anteriores, y que se repite en las piezas pequeñas con ladrillos. La pintura y la escultura en su régimen nuevo, como plantea Rancière, no surgieron ni por rechazo a la figuración mimética ni tampoco como una marca revolucionaria. Es otra forma de ver. Los materiales de las esculturas son simples y alejados de la escultura tradicional, porque me interesa hacer énfasis en lo conceptual de las piezas, y no en la formulación de la escultura a partir de los materiales. Los elementos utilizados en las esculturas son dispositivos de los enunciados, signos de la arqueología, de la memoria, de las relaciones, de la construcción, de los contenedores. Son cajas para archivos que no tienen ninguna información más que su funcionalidad, cajas recién compradas, sin vínculo con el ready made o con objetos encontrados. Los enunciados no son proposiciones ni frases, aquello que los define es la variación inherente que los hace pasar, intrínsecamente, de un sistema a otro. El enunciado tiene como regla el pasaje de un lugar a otro, de variar.”
Fernando López Lage, texto del catálogo, 2014.

## Premios y distinciones
En Uruguay recibió numerosos premios en salones de arte: Bienal de Maldonado, Premio Coca Cola para arte joven, Salón Municipal de Montevideo y Salón Van Gogh, entre otros. 
Representó a su país en la Bienal de Cuenca en 1989 y 1994, invitado por la Asociación de Críticos de Arte de Uruguay, en donde recibió en 1989 el premio "Julio le Parc" al mejor pintor latinoamericano menor de 35 años.
En 1992 fue invitado a participar en la Bienal de La Habana y en 2007 en la Bienal del Mercosur.
En 2017obtiene la Beca para la creación artística Justino Zavala Muniz.
En el año 2018 publica con la editorial Estuario, El color Pharmakon, una mirada desde la práctica artística.
Obtiene mención en 2020, Premio Nacional de Literatura, categoría ensayo.
En 2021 con la misma editorial, publica Madmaxismo.

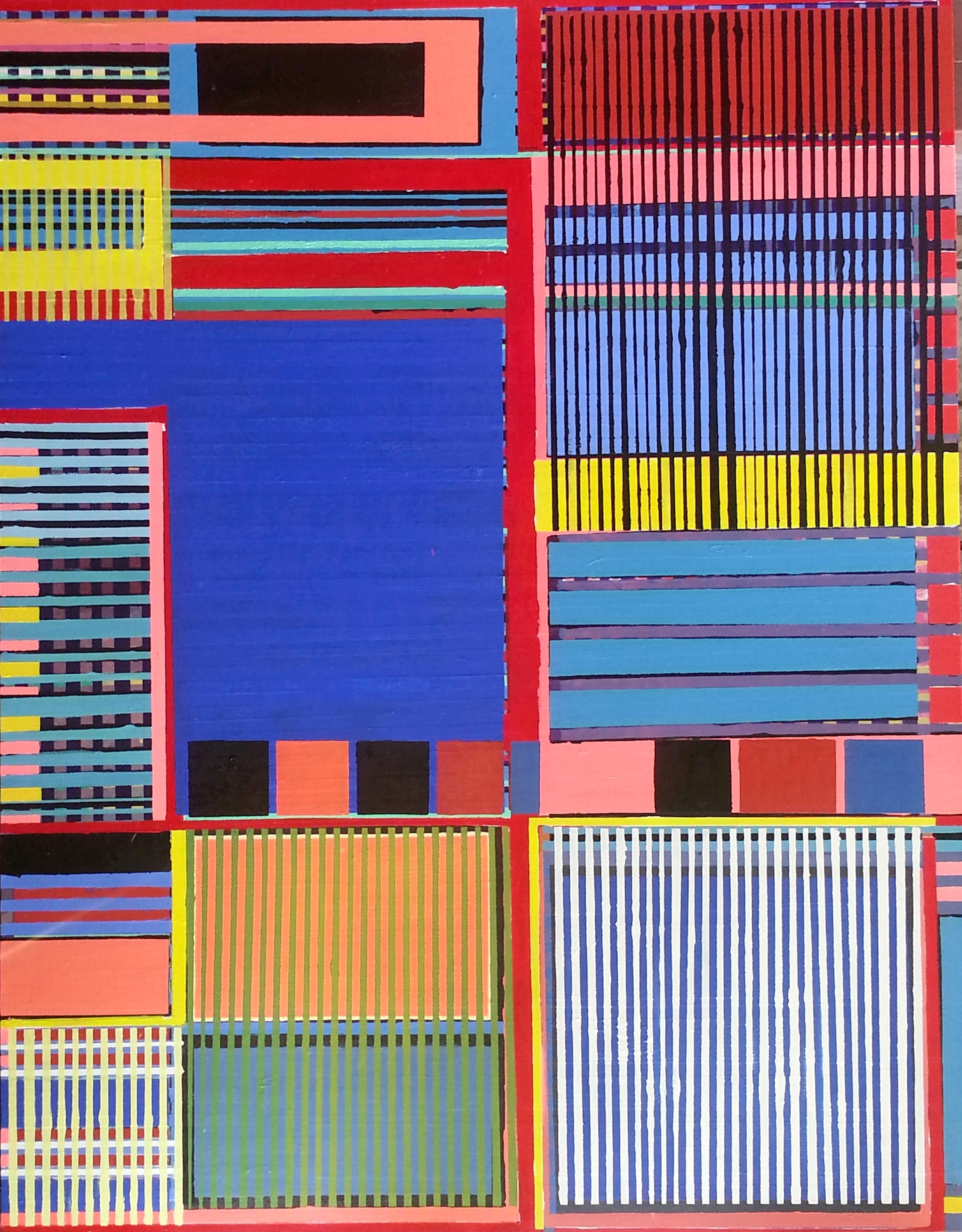
Sin título, acrílico sobre tela, 2013, 180 x 140 cm

## FAC
En 2004 fundó la Fundación de Arte Contemporáneo, donde se desempeña como director y docente. Ha producido eventos en sus salas, donde se exhibe y debate sobre arte y pensamiento contemporáneo y estrategias conceptuales del arte y el cine experimental.
En 2022 se publica "Fac/ historia oral de un colectivo de artistas visuales" de Gabriel Peveroni.